# Agualeguas
Agualeguas är en kommun i Mexiko.   Den ligger i delstaten Nuevo León, i den centrala delen av landet, 800 km norr om huvudstaden Mexico City.
Följande samhällen finns i Agualeguas:
- La Escondida